# Sylvester-Gleichung
Die Sylvester-Gleichung ist in der Mathematik und der Kontrolltheorie eine Matrix-Gleichung der Form
{\displaystyle AX+XB=C,}
dabei sind {\displaystyle A,B,C} drei vorgegebene {\displaystyle n\times n}-Matrizen. Die {\displaystyle n\times n}-Matrix {\displaystyle X} ist die gesuchte Lösung der Gleichung.
Allgemeiner kann {\displaystyle C} sogar eine {\displaystyle m\times n}-Matrix sein; dann ist {\displaystyle A} eine {\displaystyle m\times m}-Matrix, {\displaystyle B} eine {\displaystyle n\times n}-Matrix  und {\displaystyle X} wie {\displaystyle C} eine {\displaystyle m\times n}-Matrix.
Sie ist nach James Joseph Sylvester benannt, der darüber 1884 veröffentlichte.
Der für Anwendungen wichtige Spezialfall, in dem {\displaystyle B=A^{*}} die zu {\displaystyle A} adjungierte Matrix ist, wird auch Ljapunow-Gleichung genannt (nach Alexander Michailowitsch Ljapunow).

## Existenz und Eindeutigkeit der Lösung
Wegen der Nichtkommutativität des Matrizenprodukts kann die Gleichung nicht direkt aufgelöst werden. Trotzdem ist sie einfach eine
lineare Gleichung, die mit den {\displaystyle n^{2}} unbekannten, in vektorisierter Form geschriebenen Matrixelementen {\displaystyle X_{ij}} ein lineares Gleichungssystem bildet.
In kompakter Form kann es mit dem Kroneckerprodukt und dem Vektorisierungsoperator {\displaystyle \operatorname {vec} } wie folgt geschrieben werden:
{\displaystyle (I_{n}\otimes A+B^{T}\otimes I_{m})\operatorname {vec} X=\operatorname {vec} C,}
Dabei bezeichnet   {\displaystyle I_{k}} die {\displaystyle k\times k} Einheitsmatrix.
Die direkte Lösung dieses Gleichungssystems ist aufwendig ({\displaystyle n^{4}} Elemente in einer  dünnbesetzten Matrix, {\displaystyle n^{2}} Unbekannte und {\displaystyle {\mathcal {O}}(n^{6})} FLOPs) und darüber hinaus numerisch instabil.
Es existiert eine eindeutige Lösung für alle {\displaystyle C} genau dann, wenn {\displaystyle A} und {\displaystyle -B} keine gemeinsamen Eigenwerte haben.

## Numerische Auflösung
Klassisch wird die Lösung stabil und robust mit dem Bartels-Stewart-Algorithmus berechnet. Dabei werden {\displaystyle A} und {\displaystyle B}  durch Ähnlichkeitstransformationen in die schursche Normalform gebracht und dabei die Sylvestergleichung in eine einfachere und durch Rückwärtseinsetzen lösbare Dreiecksgestalt transformiert. Die Ähnlichkeitstransformationen erfolgen mit dem
aus dem QR-Algorithmus abgeleiteten Francis-Algorithmus.
{\displaystyle A=P^{-1}RP}; {\displaystyle B=Q^{-1}SQ}; {\displaystyle R} und {\displaystyle S} sind geeignete Dreiecksmatrizen (Im reellen dürfen sie isolierte Subdiagonalelemente enthalten).
{\displaystyle AX+XB=P^{-1}RPX+XQ^{-1}SQ=C}
{\displaystyle RPXQ^{-1}+PXQ^{-1}S=PCQ^{-1}}
{\displaystyle RY+YS=D}
Dabei sind {\displaystyle Y=PXQ^{-1}} und {\displaystyle D=PCQ^{-1}}.
In der einfacheren Dreiecksgestalt kann {\displaystyle Y} jetzt direkt und {\displaystyle X} aus {\displaystyle X=P^{-1}YQ} bestimmt werden. Die Rechenzeit liegt in der Größenordnung der schurschen Normalform ({\displaystyle {\mathcal {O}}(n^{3})} FLOPs).
Neuere Algorithmen kommen mit einer Schur-Transformation (z. B. für {\displaystyle B}) aus und bilden mit der anderen Matrix (z. B. {\displaystyle A}) nur eine Hessenbergmatrix.
Auch mit den iterativen Solvern für lineare Systeme kann die Lösung berechnet werden.

## Referenzen
- J. Sylvester: Sur l’equations en matrices {\displaystyle px=xq}. In: C. R. Acad. Sc. Paris. Band 99, 1884, S. 67–71, 115–116.
- R. H. Bartels, G. W. Stewart: Solution of the matrix equation {\displaystyle AX+XB=C}. In: Communications of the ACM. Band 15, Nr. 9, 1972, S. 820–826, doi:10.1145/361573.361582.
- R. Bhatia, P. Rosenthal: How and Why to Solve the Operator Equation {\displaystyle AX-XB=Y}. In: Bulletin of the London Mathematical Society. Band 29, Nr. 1, 1997, S. 1–21, doi:10.1112/S0024609396001828.
- Sang-Gu Lee, Quoc-Phong Vu: Simultaneous solutions of Sylvester equations and idempotent matrices separating the joint spectrum. In: Linear Algebra and its Applications. Band 435, Nr. 9, November 2011, S. 2097–2109, doi:10.1016/j.laa.2010.09.034.
- Jituan Zhou Ruirui Wang and Qiang Niu: A Preconditioned Iteration Method for Solving Sylvester Equations. 2012 (hindawi.com).